# The Head Cat
The Head Cat är ett engelskt rockabillysuperband som bildades 2000 av sångaren Lemmy (från Motörhead), trumslagaren Slim Jim Phantom (från The Stray Cats) och gitarristen Danny B. Harvey (från Lonesome Spurs och The Rockats).

## Diskografi
Studioalbum
- Lemmy, Slim Jim & Danny B (2000)
- Rockin' The Cat Club (2006)
- Fool's Paradise (2008)
- Walk the Walk...Talk the Talk (2011)
- Rock 'N' Roll Riot On Sunset Strip (återutgåva av Rockin' The Cat Club på vinyl och på CD) (2016)

Singlar
- "Tell Me How" (2007)
- "The Head Cat" (2013)
- "Born to Lose, Live to Win" (2017)
- "American Beat" (2017)
- "Headcat" (Lemmy & Annie Marie Lewis) (2019)
- "Good Rockin' Tonight" (Headcat & Johnny Ramone) (2019)

Video
- Rockin' The Cat Club: Live From The Sunset Strip (DVD) (2006)

Annat
- "American Beat" (Promo) (2011)
- Fools Paradise / Rockin At Cat Club (Samlingsalbum) (2011)